# 1885 год в науке
В 1885 году были различные научные и технологические события, некоторые из которых представлены ниже.

## События
- 29 августа — получен патент на первый мотоцикл (Готлиб Даймлер, Вильгельм Майбах).
- 25 декабря — в Нижнем Новгороде сдана в эксплуатацию первая городская автоматическая телефонная станция.
- Первый коммерческий автомобиль с бензиновым двигателем: Карл Бенц.
- Русский физик Роберт Колли создал осциллометр — прототип современных светолучевых осциллографов[1].

## Награды
- Медаль Левенгука
  - Фердинанд Кон (Польша)

## Родились
См. также: Категория:Родившиеся в 1885 году
- 15 января — Лоренц Бёлер, австрийский изобретатель, пионер неотложной хирургической помощи, пионер современной травматологии.
- 30 июня — Виктор Шаубергер, австрийский изобретатель, спроектировал принципиально новый электрогенератор.
- 19 сентября — Мир Абульфат-хан Талышинский, основоположник травматологии в Азербайджане.
- 7 октября — Нильс Бор, датский физик, лауреат Нобелевской премии по физике в 1922 (1885—1962).
- 16 октября — Георге Ионеску-Шишешти, румынский учёный-агроном.

## Скончались
См. также: Категория:Умершие в 1885 году
- 6 января — Петер Кристен Асбьёрнсен, норвежский писатель, учёный и собиратель народных сказок.
- 21 марта — Карл Цеприц, немецкий математик, физик, географ.
- 13 мая — Фридрих Густав Якоб Генле, немецкий патологоанатом и физиолог, открыл петлю Генле в нефроне почки.
- 19 мая — Йожеф Рожаи, венгерский медик, основоположник венгерской геронтологии.
- 2 июня —  Лавослав Гейтлер, австрийский лингвист.